# Catedrala Sfântul Iosif din București
Catedrala Sfântul Iosif este un monument istoric și de arhitectură situat în str. G-ral Berthelot (la data construcției str. Fântânii, apoi str. Dr. Lueger) din București, lăcaș de cult care servește drept catedrală a Arhiepiscopiei Romano-Catolice de București.

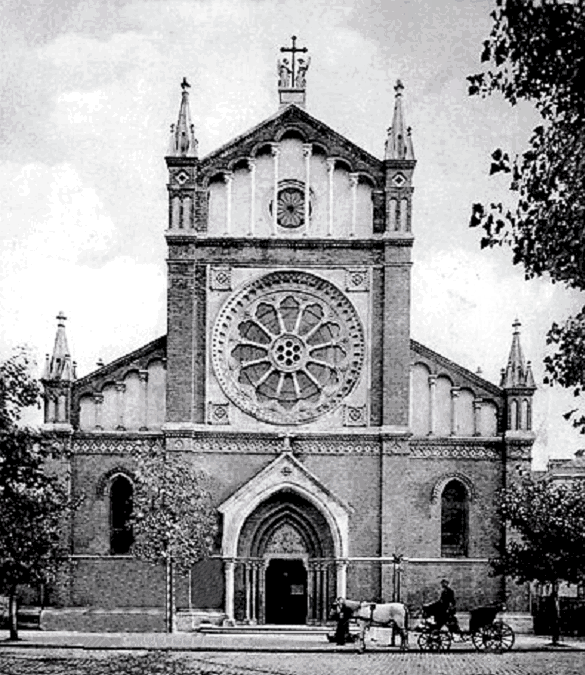
Catedrala Sfântul Iosif pe la 1900

## Istoria
Catedrala a fost construită între anii 1875-1883 după planurile arhitecților Carol Benesch și Friedrich Schmidt din Viena. Stilul construcției aparține istorismului și împrumută mai ales caracteristici ale stilului romanic, cu unele elemente gotice. Clădirea are 40 m lungime și 22 m lățime. Este cea mai cunoscută biserică romano-catolică din București.
Catedrala a fost consacrată de arhiepiscopul Ignatius Paoli, la 15 februarie 1884; au fost prezenți „toți preoții Arhidiecezei, toți seminariștii, întregul corp diplomatic acreditat la București, președintele Consiliului de Miniștri, președintele Senatului, primarul Capitalei și mulți alții. Mihail Kogălniceanu, impresionat de măreția lăcașului de cult catolic avea să declare în același an, de la tribuna Parlamentului, că „este cel mai frumos edificiu religios care există în România.”
Hramul catedralei a fost ales în cinstea Sfântului Iosif, logodnicul Fecioarei Maria. Sărbătoarea hramului catedralei este ziua de 19 martie.

### Construcția
„Sfântul Iosif” este catedrală metropolitană și arhiepiscopală. Ctitorul ei este episcopul Ignatius Paoli, din Congregația Călugărilor Pasioniști, primul arhiepiscop al Arhidiecezei de București. Banii pentru construirea catedralei au provenit de la credincioșii din București, de la diverse personalități înstărite, de la arhitectul Carol Benesch, precum și de la binefăcători din străinătate, cunoscuți sau prieteni ai episcopului Paoli.
Lucrările au fost conduse până în anul 1880 de către călugărul pasionist olandez Alfons Zegers, arhitect prin formație. El fusese chemat la București de la mănăstirea pasioniștilor din Dublin (Irlanda), de către episcopul Paoli. Începând cu anul 1880 lucrările în regie proprie au fost conduse de arhitectul român de origine sileziană Carol Benesch.
Piatra folosită la construcție a fost adusă din carierele de la Rusciuc (Bulgaria), iar cărămizile au fost achiziționate din București și localitățile învecinate.
Lucrările de construcție au început în zona absidei altarului, cu ample amenajări pentru consolidarea terenului și ridicarea nivelului acestuia.
Lipsa de fonduri și izbucnirea Războiului de Independență din 1877 au făcut ca lucrările să înainteze foarte greu, în etape, până în anul 1883. În toamna târzie a acestui an construcția a fost încheiată.
În ziua de vineri, 15 februarie 1885, arhiepiscopul Ignațiu Paoli a celebrat Sfânta Liturghie Pontificală pentru consacrarea și inaugurarea Catedralei „Sfântul Iosif”. Arhiepiscopul era înconjurat de toți preoții săi, de seminariștii care studiau la seminarul din Cioplea și de reprezentanții autorităților civile: delegatul Consiliului de Miniștri, ministrul Afacerilor Externe, președintele Senatului, prefectul poliției, primarul capitalei, întregul corp diplomatic din București.
La ridicarea palatului arhiepiscopal, în 1925, s-a construit un turn în care au fost montate cele șase clopote ale catedralei.
Structura de rezistență a catedralei este pusă însă în pericol de construirea, începând cu finalul anilor 1990, la mai puțin de zece metri de clădire a unui bloc de birouri, denumit Cathedral Plaza. În anul 2010 existența blocului respectiv a fost declarată ilegală în justiție, mai multe instanțe obligând primarul general să emită o decizie de demolare a clădirii ilegale. Emiterea deciziei de demolare a fost tergiversată de primarii Gabriela Firea și Sorin Oprescu. În data de 20 iulie 2022 primarul Nicușor Dan a semnat dispoziția de demolare, act atacat în instanță de proprietarul imobilului.

### Interiorul
Altarul principal al catedralei a fost executat la Roma, din marmură albă de Carrara, după planurile arhitecților Carol Benesch și Friedrich von Schmidt, montat apoi la București de specialistul Niccolo Orassi. Tâmplăria tavanului aparent a fost executată la Brașov.
Firma Mayer din München a executat vitraliile originale, distruse la bombardamentele din 4 aprilie 1944, cele opt tablouri mari dintre ferestrele absidei cu scene din viața Sfântului Iosif și a Sfintei Familii, cele șapte medalioane de pe pereții navei centrale, mozaicul „Maica Domnului” și cei doi îngeri de deasupra portalului exterior al Catedralei, ca și sculpturile din lemn ale amvonului și ale băncii pentru Sfânta Împărtășanie.
Pictura decorativă a navei centrale a Catedralei a fost executată de către Georg Roder din München, iar pictorul Fr. Elsner a executat pictura decorativă din capela baptisteriului și din navele laterale ale catedralei. Îmbrăcarea în stucatură a colonadelor, stâlpilor și a pereților este opera atelierului italian al fraților Aterio.
Vitraliile actuale au fost concepute și executate de cuplul Natalia și Ion Brodeală în 1980. Rozeta mare de deasupra orgii, vitraliul corului și cel al baptisteriului sunt executate în anul 1985 de artistul Dorin Dănilă.

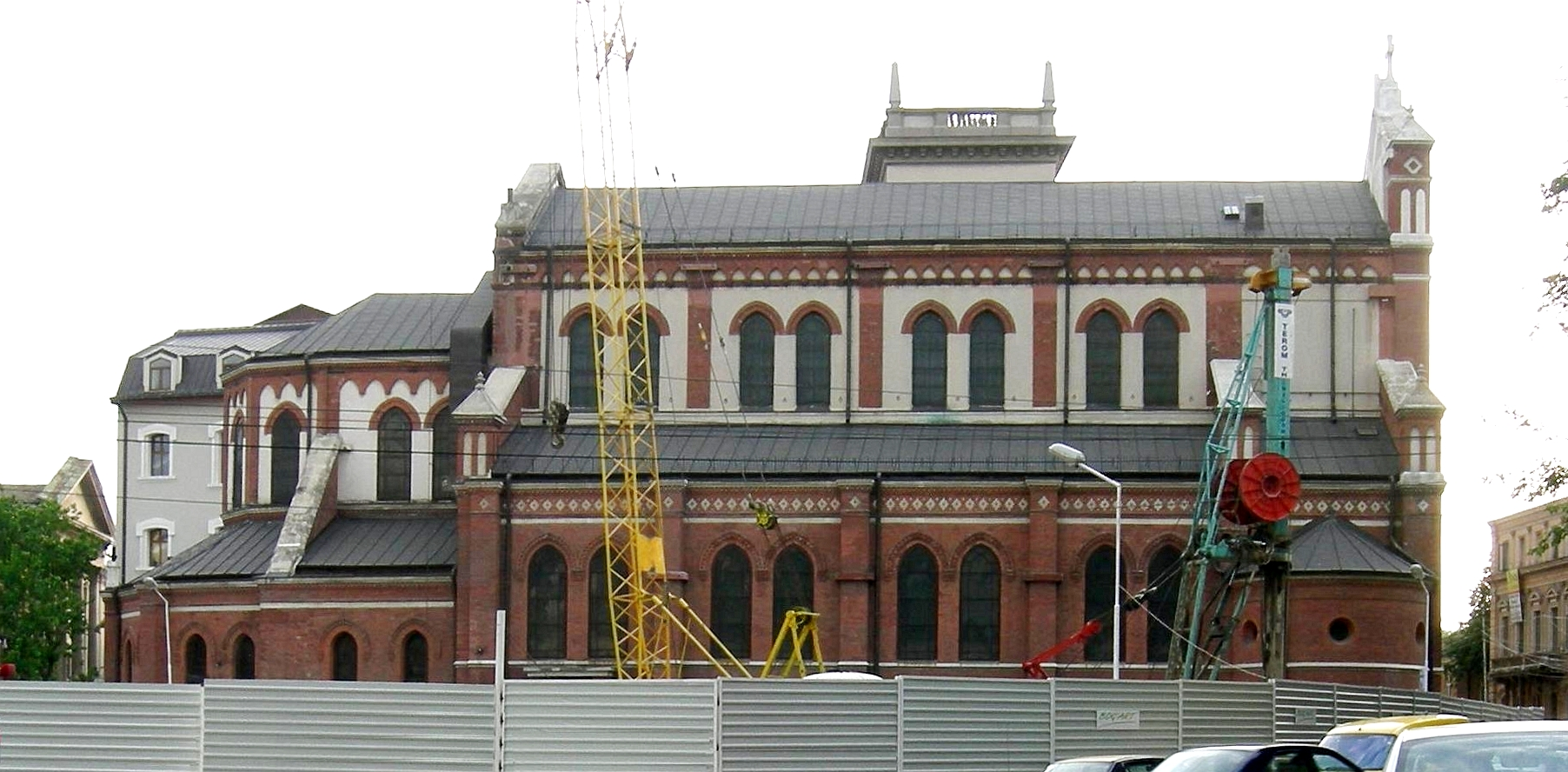
Catedrala văzută dinspre est, 2006

Rozeta de pe fațada catedralei

Policandrele deasupra altarului principal și sfeșnicul pentru lumânarea pascală au fost cumpărate de la Paris.
Orga catedralei este una din cele mai performante orgi de concert din București. Instrumentul este acționată de un sistem electropneumatic, are 3 claviaturi, 3.375 de fluiere, 54 registre principale și 36 registre auxiliare, cu posibilitățile ample de combinații necesare practicii concertante. Orga a fost construită și montată de firma Leopold Wegenstein din Timișoara în anul 1930, înlocuind orga montată în 1892 de firma Merklin din Paris. Vreme îndelungată, din 1958 până în 1992, organistul catedralei a fost maestrul Iosif Gerstenengst.
Între octombrie 2009 și aprilie 2010 instrumentul a fost restaurat de constructorul de orgi elvețian Ferdinand Stemmer de la atelierul de orgi din Hărman (județul Brașov).
Catedrala are 700 de locuri pe scaune (băncile catedralei și scaune adiționale), însă la capacitatea maximă poate primi aproape 2.000 de persoane.

### Lucrări de renovare
Catedrala „Sfântul Iosif” a suferit avarii însemnate în urma cutremurelor de pământ din anii 1929, 1940, 1977, 1986 și 1990, precum și din cauza bombardamentelor americane din 4 aprilie 1944 și a celor germane din 24-25 august 1944. Mai ales cutremurul din 4 martie 1977 a distrus multe din dotările interioare și exterioare ale Catedralei.
După fiecare cutremur catedrala a fost reparată și consolidată, dar numai pe porțiuni. De abia în anul 1991 au fost inițiate lucrări ample de consolidare după un plan conceput de ing. prof. Alexandru Cișmigiu. Aceste lucrări au fost executate după un plan gândit unitar pentru întregul edificiu al Catedralei. În anul 1986 au fost terminate lucrările de pictură din Catedrală, începute de pictorul Toma Lasconi și finalizate de echipa condusă de Petru Ciobănică.
Catedrala este consolidată, dar mai necesită reparații, atât în interior cât și în exterior. În urma cutremurului din 1990 au apărut pe alocuri fisuri în pereți, bolți și mai ales în deambulatoriul din spatele altarului. Deoarece ploua în interior, sunt în curs lucrări de înlocuire a acoperișului.

## Parohia
Parohia teritorială a Catedralei „Sfântul Iosif”, cu perimetrul separat de cel al parohiei Bărătia, a fost înființată în anul 1900. Din registrele matricole ale parohiei rezultă că primul botez s-a celebrat în 4 februarie 1884, iar prima căsătorie în 3 mai 1884, pe când încă nu erau complet terminate lucrările de construcție și de amenajare a clădirii Catedralei.
Inițial, parohia Catedralei avea deci în grijă un teritoriu foarte mare, aproximativ jumătate din suprafața Bucureștiului. În anii 1990-1991 au fost înființate, pentru o mai bună și eficientă grijă pastorală pentru credincioși, șase noi parohii: „Preasfântul Mântuitor”, „Preasfânta Inimă a lui Isus”, „Sfinții Petru și Paul” Băneasa, „Adormirea Maicii Domnului”, „Nașterea Sfântului Ioan Botezătorul”, „Sfinții îngeri Păzitori”. Acum Catedrala are ca parohie un teritoriu mic din zona centrală a orașului.
Parohia Catedralei nu mai are (de la 21 august 1958) casă parohială proprie, așa că preoții locuiesc în palatul arhiepiscopal.
Primul paroh, menționat mai întâi ca misionar și apoi ca administrator parohial, paroh și canonic, a fost preotul Josephus Baud (1898-1911). Au urmat apoi:
canonicul Carol Auner, paroh (1911-1932);
pr. Joseph Schubert, paroh și canonic (1932-1951), arestat în ziua de 17 februarie 1951;
pr. Andrei Despina (1952-1957);
pr. Emanuel Kreiss (1957-1960);
pr. Emil Kendelbacher, fost vicar substitut (1960-1980);
pr. Eugen Szilaghyi - ca vicar econom (1980-1982);
pr. Isidor Mărtincă - paroh și decan (1983-1984);
pr. Iosif Cobzaru a fost delegat între 1 octombrie 1984 și 1 august 1985 ca administrator parohial;
pr. Eugen Bortoș - paroh (1 august 1985-2010);
pr. Ioan Ciobanu - paroh din 2010.
Comunitatea este formată din 480 familii, cuprinzând cca. 1.700 persoane. Liturghia este celebrată de obicei în limba română, în capela catedralei ea se ține duminica și în limba spaniolă. Comunitatea spaniolă este formată în principal din membrii corpului diplomatic din București care vorbesc această limbă. 
Pe lângă catedrală funcționează și un dispensar cu un cabinet de medical și unul de stomatologie. De asemenea, școala primară „Sfântul Anton”, aparținând Fundației "Sfântul Andrei".

## Congregații și asociații prezente
Călugărițele Institutului „Sf. Maria”
Organizația Caritas a parohiei, dedicată operelor de binefacere
„Pro Deo”, „Organizația Medicilor Catolici”, „Organizația Catolică” - toate aparținând Arhiepiscopiei.
"Asociatia MCL - Mișcarea Creștină a Lucrătorilor" și Asociația "Aproapele" - colaborează pentru proiectul "O șansă pentru fiecare" și "Te ascult".
"Academia Durcovici" - propune conferințe și programe educative.

## Evenimente
La data de 8 mai 1999, în cadrul vizitei sale în România, Papa Ioan Paul al II-lea a concelebrat în Catedrala „Sfântul Iosif” Sfânta Liturghie după ritul oriental împreună cu întreaga ierarhie a Bisericii Greco-Catolice din România. La sosire, papa a intrat mai întâi în capela de botez, unde l-a salutat pe cardinalul Alexandru Todea, în aceeași capelă în care episcopul Iosif Schubert l-a consacrat în noaptea de 19 noiembrie 1950 pe preotul de atunci, Alexandru Todea, în clandestinitate ca episcop.

### Numismatică
Banca Națională a României a anunțat punerea în circulație a unei monede aniversare, cu scop numismatic, cu valoarea nominală de 200 de lei, din aur, cu titlul de 999‰, la 7 decembrie 2015, cu ocazia împlinirii a 140 de ani de la punerea pietrei de temelie a Catedralei romano-catolice Sfântul Iosif din București. Moneda este rotundă, cântărește 15,551 g, are diametrul de 27 mm și întregul tiraj de 150 de monede a fost emis de calitate proof.